# Wetzikon
Wetzikon (gzu. Wetzike) – miasto i gmina (Politische Gemeinde) w północnej Szwajcarii, w kantonie Zurych, w okręgu (Bezirk) Hinwil. Leży nad jeziorem Pfäffikersee. 

## Demografia
W Wetzikonie mieszka 26 018 osób. W 2021 roku 27,3% populacji gminy stanowiły osoby urodzone poza Szwajcarią.

## Współpraca
Miejscowości partnerskie:
- Badolato, Włochy
- Mielnik, Czechy

## Gospodarka
W mieście ma swoją siedzibę organizacja Dignitas, której celem jest pomoc ludziom w samobójstwie.

## Transport
Przez teren miasta przebiegają drogi główne nr 340, nr 345, nr 347, nr 724 i nr 770.